# Breakfast at Tiffany's
Breakfast at Tiffany's (en España, Desayuno con diamantes, en Hispanoamérica Diamantes para el desayuno y Muñequita de lujo) es una película estadounidense, de comedia romántica, de 1961, dirigida por Blake Edwards, escrita por George Axelrod y adaptada libremente de la novela del mismo título escrita por Truman Capote. Contó con Audrey Hepburn y George Peppard encarnando a los protagonistas, y con un reparto de actores secundarios entre los que estaban Patricia Neal, Buddy Ebsen, Martin Balsam, Mickey Rooney y José Luis de Vilallonga. Fue estrenada por Paramount Pictures el 5 de octubre de 1961.
La representación de Hepburn de la mundana, ingenua y excéntrica Holly Golightly es generalmente considerada la actuación más memorable e identificable de la actriz. La propia Hepburn lo consideró como uno de sus papeles más desafiantes, ya que ella era muy introvertida y necesitaba interpretar a alguien muy extrovertido.
La película fue recibida positivamente desde un comienzo, y en 1961 ganó dos premios Óscar en las categorías Mejor música y Mejor canción original por la famosa canción «Moon River», compuesta por Henry Mancini y Johnny Mercer, que también ganó en 1962 dos Premios Grammy, y además fue seleccionada como la cuarta canción más memorable en la historia de Hollywood por el American Film Institute en 2004. La película también fue candidata a otros tres Premios Óscar: Oscar a la mejor actriz para Hepburn, Oscar al mejor guion adaptado, y Oscar a la mejor dirección de arte.
En 2012 la película fue considerada «cultural, histórica y estéticamente significativa» por la Biblioteca del Congreso de Estados Unidos y seleccionada para su preservación en el National Film Registry.

## Sinopsis
Holly Golightly (Audrey Hepburn) es aparentemente una escort (la película no es clara en este punto, a diferencia del libro) y aspirante a actriz con un comportamiento bastante extravagante. Prueba de ello es su costumbre de desayunar frente a la joyería Tiffany & Co. Paul Varjack (George Peppard) es un tímido escritor que es el mantenido de una mujer casada. Cuando ambos se convierten en vecinos y se conocen, Paul se enamora de Holly. Sin embargo ella lo rechaza después y se compromete, por su dinero, con José Pereira (José Luis de Vilallonga), un político brasileño millonario. Finalmente, después de que su prometido rompe con ella, Holly acepta el amor de Paul.

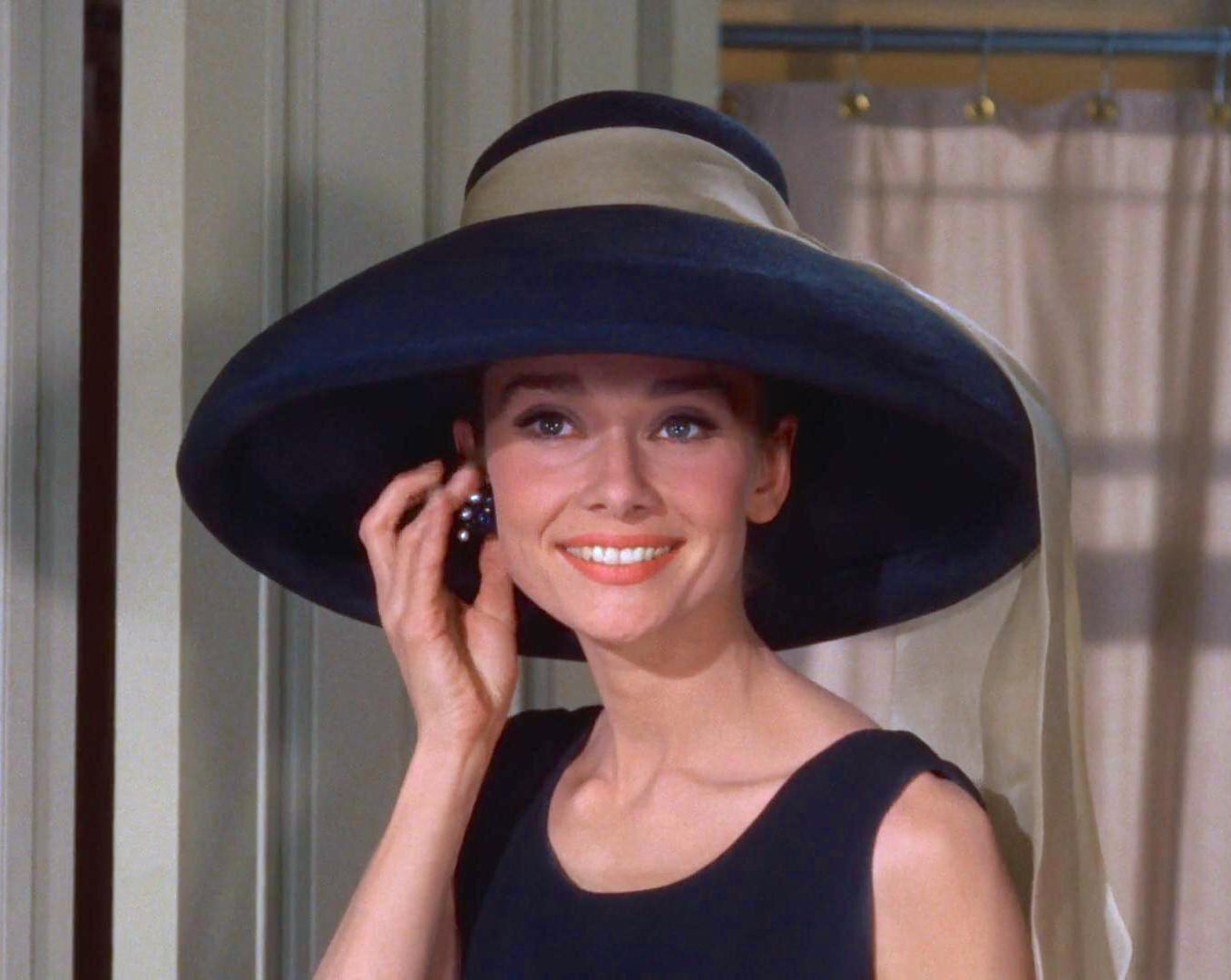
Audrey Hepburn interpretando a Holly Golightly en una escena de la película.

## Reparto
- Audrey Hepburn - Holly Golightly / Lula Mae Barnes
- George Peppard - Paul Varjak
- Patricia Neal - Sra. Emily Eustace "2E" Failenson
- Buddy Ebsen - Doc Golightly
- Martin Balsam - O. J. Berman
- Mickey Rooney - I.Y. Yunioshi
- Alan Reed - Sally Tomato
- José Luis de Vilallonga - José da Silva Pereira
- John McGiver - vendedor de Tiffany's
- Stanley Adams- Rutherford "Rusty" Trawler
- Dorothy Whitney- Mag Wildwood
- Claude Stroud - Sid Arbuck
- Orangey - El gato (entrenado por Frank Inn)
- Beverly Powers ("Miss Beverly Hills") - La estríper

## Premios

### Oscar
| Año  | Categoría                         | Persona                                         | Resultado  |
| ---- | --------------------------------- | ----------------------------------------------- | ---------- |
| 1961 | Mejor actriz                      | Audrey Hepburn                                  | Propuesta  |
| 1961 | Mejor guion adaptado              | George Axelrod                                  | Propuesto  |
| 1961 | Mejor dirección artística (color) | Hal Pereira Roland Anderson Sam Comer Ray Moyer | Propuestos |
| 1961 | Mejor música                      | Henry Mancini                                   | Ganador    |
| 1961 | Mejor canción: "Moon River"       | Johnny Mercer Henry Mancini                     | Ganadores  |

### Otros premios
- La canción Moon River obtuvo el Golden Laurel y la música ganó el Grammy a la mejor música de cine o televisión[6] y quedó en el tercer puesto de la lista de los Golden Laurel.
- Obtuvo dos proposiciones a los Globos de Oro en las categorías de Mejor película - Comedia y Mejor actriz principal - Comedia o musical.
- Blake Edwards fue candidato al premio DGA al mejor director.
- George Axelrod ganó el WGA, en la categoría de mejor guion de comedia.
- Audrey Hepburn quedó en tercer lugar en la lista de los Golden Laurel como mejor actriz de comedia o musical.

## Libertades respecto a la novela original
Dada la censura presente en el cine comercial de la época, la bisexualidad que caracteriza a Holly en la novela desapareció por completo en el filme. Tampoco se hacen referencias al aborto de ésta, a su afición por fumar marihuana ni a que ejercía la prostitución.[cita requerida]

## Música
El tema central de la música de la película es Moon River, compuesta, arreglada y dirigida por Henry Mancini, con letra de Johnny Mercer. Ambos, Mancini y Mercer, ganaron el Óscar en 1961 a la Mejor Canción Original por Moon River y Mancini también ganó el Óscar a la Mejor Banda Sonora Original. Mancini había visionado el musical Una cara con  ángel de Audrey Hepburn y pensó una melodía adaptada a su rango vocal tras ver la secuencia en que canta "How Long has this been going on?" de George Gershwin inmediatamente fue al piano a tocarla. También hay piezas inéditas de DCD, como por ejemplo: Carousel Cue, que pertenece a una escena que no salió a la luz, y Outtake 1 que es de una escena eliminada en la que Holly y Fred visitan Tiffany y es una variación de la banda sonora principal.:)
En el 2013, Intrada publicó la música íntegra de la película original. Como ocurre con muchos discos de música cinematográfica de Mancini y de otros de la época, el publicado entonces con el de la película ofrecía una regrabación.
1. Main Title (Moon River) (3:07)
2. Paul Meets Cat (1:24)
3. Sally’s Tomato (4:57)
4. The Big Blowout (1:05)
5. Poor Fred (3:22)
6. Moon River (Cha Cha) (2:32)
7. Latin Golightly (3:05)
8. Something For Cat (4:48)
9. Loose Caboose – Part 1 (À La Cha Cha) (3:22)
10. Loose Caboose – Part 2 (2:11)
11. Moon River (Vocal By Audrey Hepburn) (2:03)
12. Meet The Doc (With Organ Grinder) (1:37)
13. An Exceptional Person (2:57)
14. You’re So Skinny (0:57)
15. Turkey Eggs (2:43)
16. Hub Caps And Tail Lights (2:19)
17. Rats And Super Rats (2:27)
18. The Hard Way (0:55)
19. Rusty Trawler (0:26)
20. Holly (1:56)
21. A Lovely Place (1:33)
22. Bermuda Nights (0:22)
23. The Big Heist (4:02)
24. After The Ball (1:14)
25. Just Like Holly (1:41)
26. Wait A Minute (0:44)
27. Feathers (1:14)
28. Let’s Eat (1:39)
29. Where’s The Cat? And End Title (Moon River) (3:50)
30. Moon River (Audrey Hepburn & Guitar) (1:38)
31. Moon River (Piano And Guitar) (1:38)
32. Moon River (Harmonica And Guitar) (1:36)
33. Meet The Doc (Without Organ Grinder) (1:37)
34. Piano Practice n.º 1 (1:38)
35. Piano Practice n.º 2 (1:48)
36. Piano Practice n.º 3 (0:54)
37. Moon River (New York Version) (2:01)
38. Moon River (Whistling) (0:10)

## Adaptaciones teatrales
En 1966, David Merrick produjo un musical de Broadway con el mismo nombre protagonizado Mary Tyler Moore haciendo el papel de Holly Golightly y Richard Chamberlain como Paul. La turbulenta producción se cerró después de 4 preestrenos.
En 2004, una nueva adaptación musical de la película hizo su primer debut mundial en The Muny en St. Louis.
En mayo de 2009, la actriz Anna Friel confirmó que ella sería la protagonista en una adaptación de la película del teatro de West End. El espectáculo se estrenó en septiembre de 2009 en el Haymarket Theatre.
El nombre de la película también fue utilizado como título para el éxito de 1996 de Deep Blue Something, aunque las letras fueron inspiradas por Roman Holiday.[cita requerida]
Una nueva adaptación hizo su primer debut en marzo de 2013 en el teatro Cort de Nueva York. El papel de Holly Golightly fue interpretado por la estrella de Juego de Tronos Emilia Clarke.